# CO-Pipeline der Bayer AG

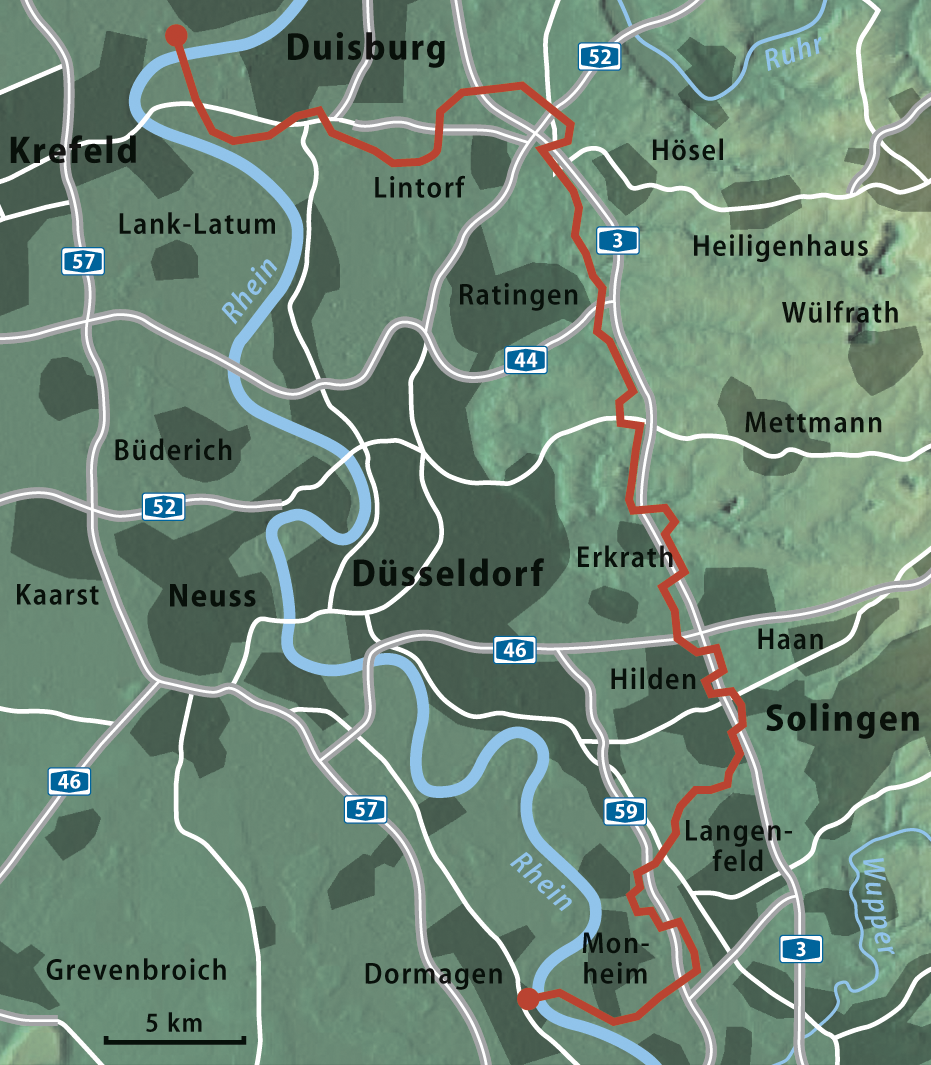
Verlauf der Pipeline

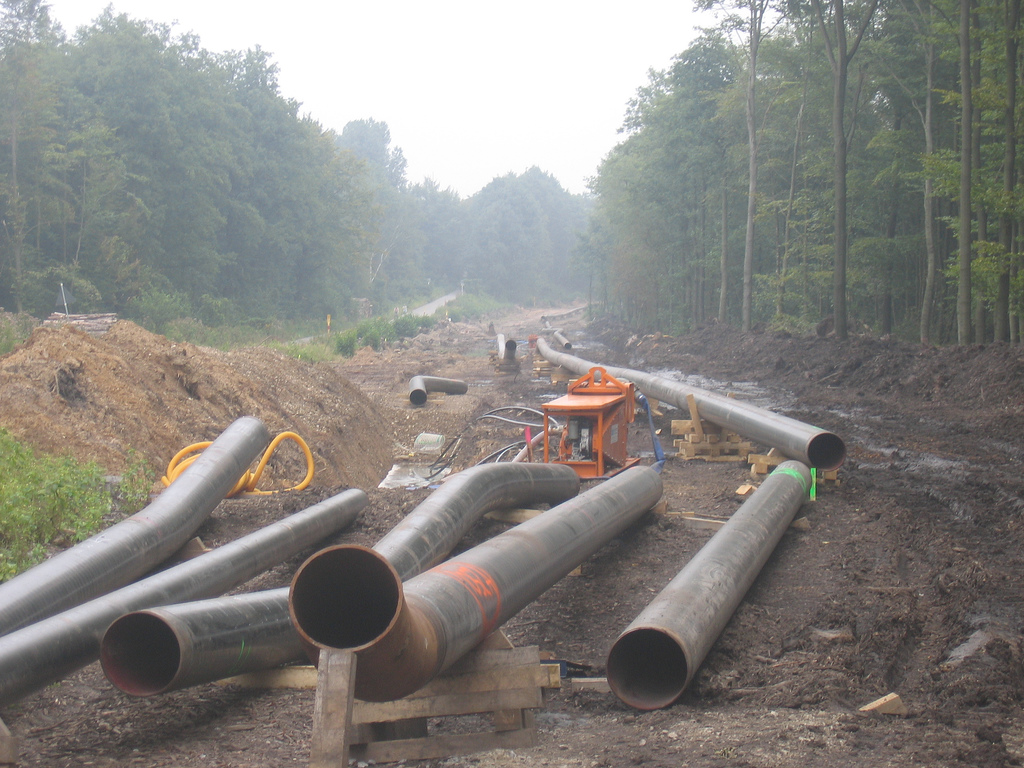
Bauabschnitt in Duisburg

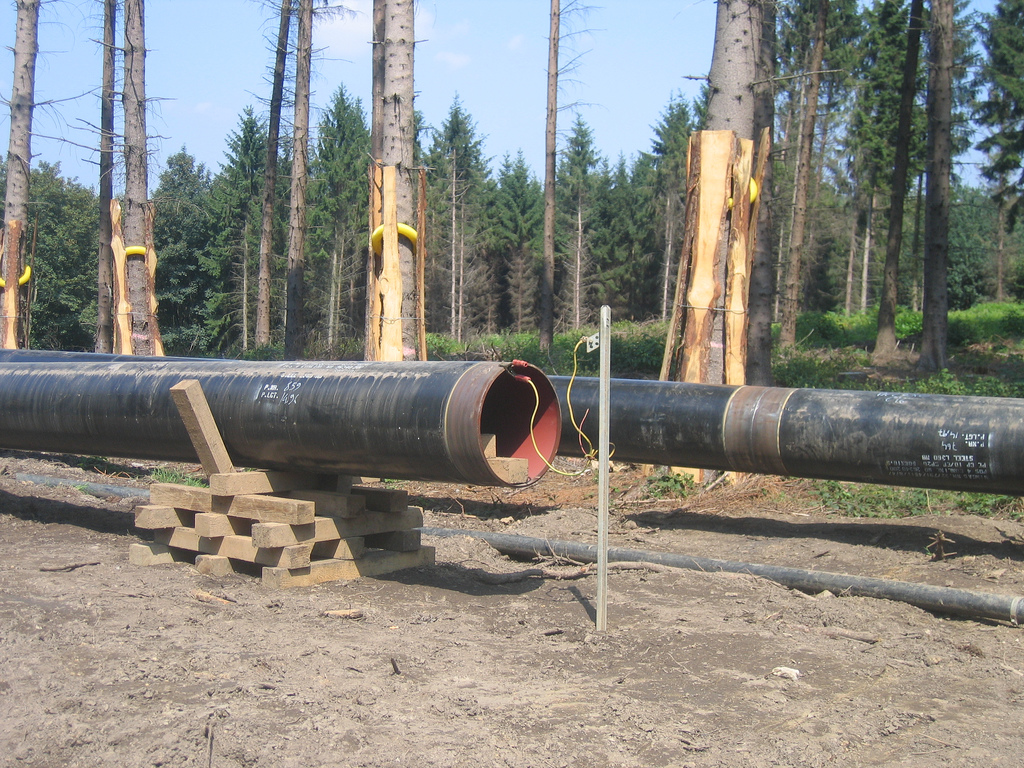
Bauabschnitt in Ratingen

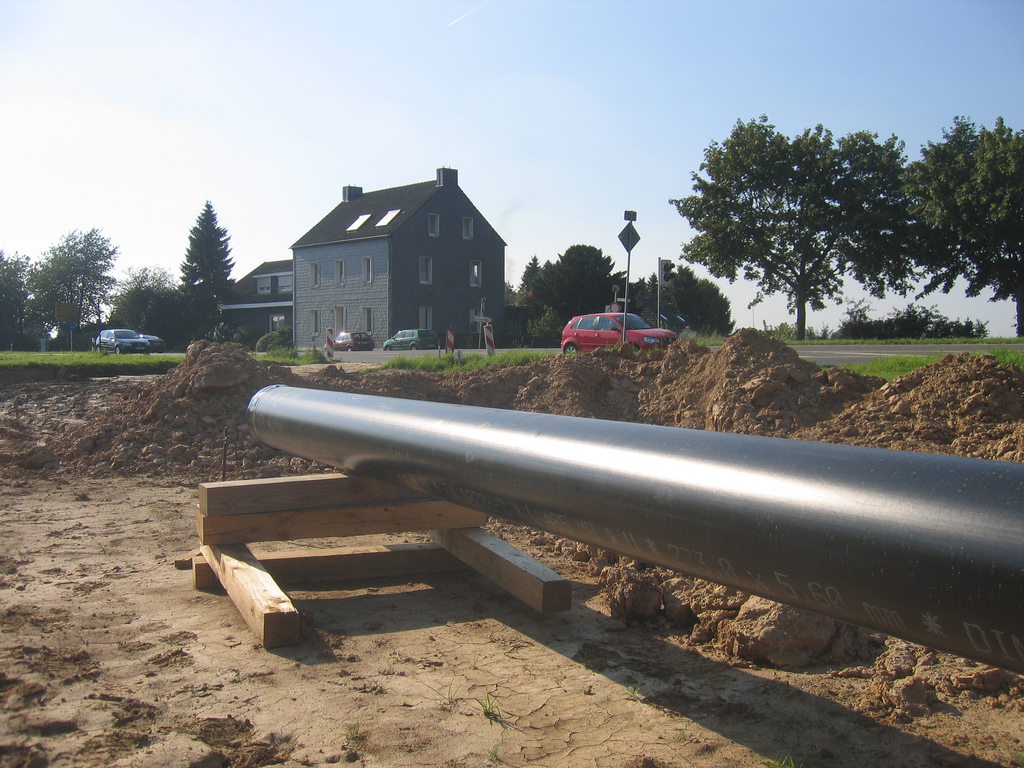
Bauabschnitt in Düsseldorf-Hubbelrath

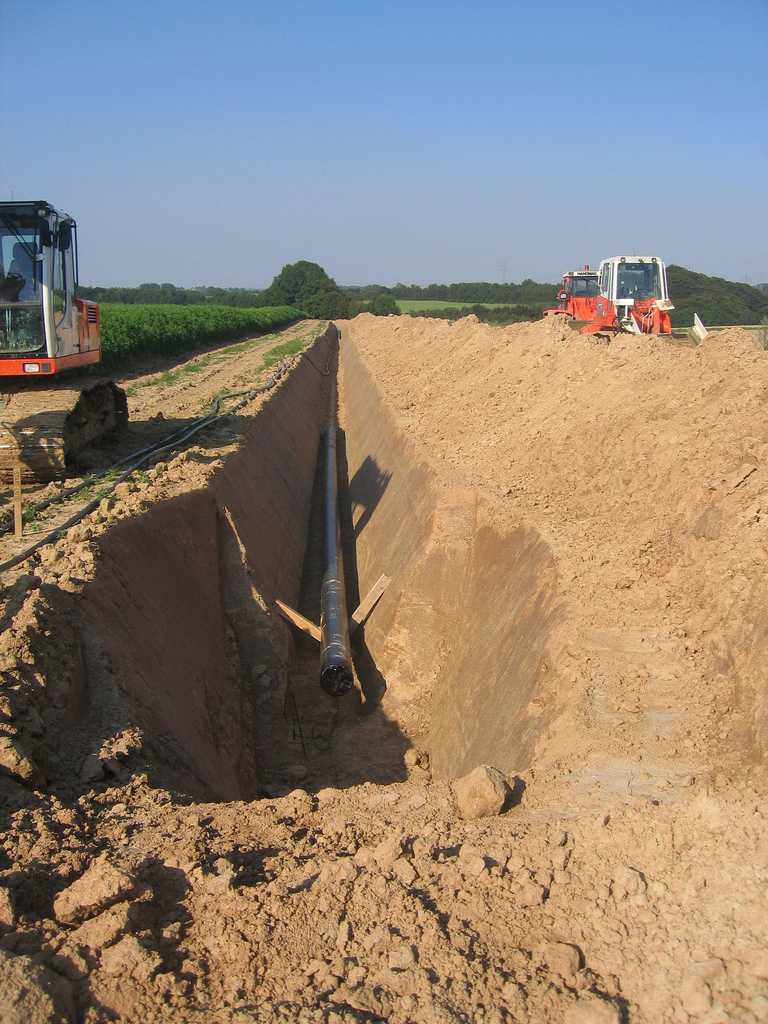
Bauabschnitt in Düsseldorf-Hubbelrath

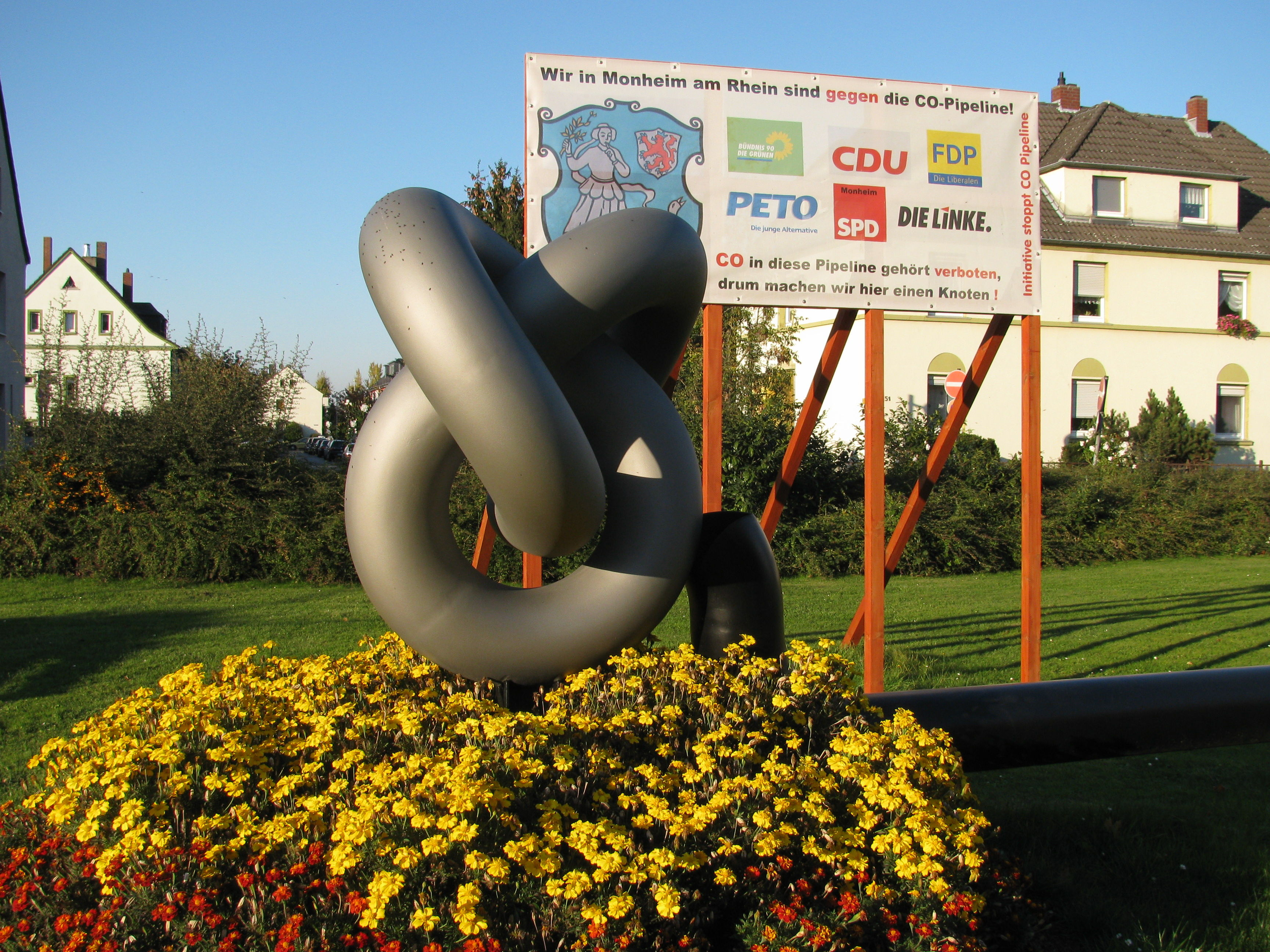
Protest-Mahnmal gegen die CO-Pipeline von Bayer

Die CO-Pipeline der Bayer AG ist eine Pipeline zum Transport von Kohlenstoffmonoxid, das am Unternehmensstandort Dormagen als Nebenprodukt entsteht, zum Standort Krefeld-Uerdingen, wo es zur Herstellung von Kunststoffen und anderen chemischen Produkten benötigt wird.
Die Begründung der Genehmigung des Baus der Pipeline stützt sich insbesondere auf die angebliche Orientierung am Gemeinwohl, welches auch Enteignungen betroffener Eigner rechtfertige. Gegner der Pipeline weisen insbesondere auf die Toxizität von austretendem Kohlenstoffmonoxid hin. Ein Gutachten im Auftrag des Landesumweltministeriums kommt 2014 zudem zu dem Schluss, dass die Pipeline für den Betreiber unwirtschaftlich sei.
Bauherr des Projekts ist die Covestro (ehemals Bayer MaterialScience). Die Pipeline wurde Ende 2009 fertiggestellt, ist aber aufgrund von Klagen gegen das Projekt noch nicht in Betrieb.

## Trassenverlauf
Die beiden Werke, die durch die etwa 67 km lange Pipeline verbunden werden, liegen am linken Ufer des Rheins. Die Trasse verläuft jedoch fast ausschließlich rechtsrheinisch: südlich und östlich von Monheim am Rhein, nördlich von Langenfeld die A 3 treffend, dieser fast bis Duisburg folgend, dann quer nach Krefeld-Uerdingen. Bei Verlegung auf der linken Rheinseite wäre die Pipeline deutlich kürzer; Bayer rechtfertigte die Trasse entlang vorhandener Infrastruktur (Schiene, Autobahn und vorhandene Leitungsbündel) mit Synergieeffekten. Das Gashandelsunternehmen Wingas verlegt auf etwa der Hälfte der Trassenführung eine Erdgaspipeline.

## Kritik
Gegner dieses Bauvorhabens, welches teilweise dicht besiedeltes Gebiet betrifft, kritisieren insbesondere die Vergiftungsgefahr, da das geruchlose und giftige Kohlenstoffmonoxid nur wenig leichter als Luft ist. Im Vergleich zu ähnlichen Leitungen, beispielsweise in den Niederlanden, seien die Sicherheitsmaßnahmen unzureichend, so dass im schlimmsten Fall eines Bruchs tausende Menschenleben gefährdet seien. Der Chef der Feuerwehr Ratingen beanstandete 2010, dass die Ausbreitungs-Simulationen von Bayer nicht den schlimmsten möglichen Fall darstellten. Bayer hingegen verweist auf die Kontrollmaßnahmen, mit denen der Druck überwacht werde und entlang der Trasse Kohlenstoffmonoxid auch in kleinsten Mengen detektiert werden könne. Eine weitere Maßnahme zur Prüfung auf Leckagen sei der Vergleich der Massenbilanz (eingespeiste Menge und entnommene Menge) und die Prüfung des Druckwellenverlaufes im Rohr. Zusätzlich fänden regelmäßige Kontrollen der Leitung statt.

## Rechtliche Auseinandersetzung
Ermöglicht wurde der Bau durch ein Gesetz, das teilweise die Enteignung von Eigentum mit einschließt. Dieses Gesetz hatten alle Fraktionen des nordrhein-westfälischen Landtages einstimmig bewilligt. Nachdem das Verwaltungsgericht Düsseldorf zunächst alle Eilanträge gegen das Projekt abgelehnt hatte, wurde den Eilanträgen vom Oberverwaltungsgericht Münster doch Recht gegeben und die Inbetriebnahme vorerst untersagt. Auch die Enteignungen zugunsten der Firma Bayer Material Science wurden vorerst gestoppt. Einen weiteren Eilantrag der Bayer Material Science AG auf vorzeitige Inbetriebnahme lehnte das Verwaltungsgericht Düsseldorf am 26. Mai 2009 ab, da das Sicherheitsniveau der Pipeline seit der Entscheidung des Oberverwaltungsgerichtes Münster durch zwischenzeitliche Änderungsbescheide der Bezirksregierung Düsseldorf von März 2009 noch weiter verschlechtert worden sei.
Bei der Landtagswahl in Nordrhein-Westfalen 2010 am 9. Mai 2010 wurde die seit 2005 regierende schwarz-gelbe Koalition abgewählt und durch eine rot-grüne Koalition abgelöst. Die Juristin Anne Lütkes (Grüne) wurde am 18. August 2010 amtierende Regierungspräsidentin im Regierungsbezirk Düsseldorf. Lütkes sagte am 30. November 2010, sie habe sich wegen der zahlreichen Abweichungen von der ursprünglichen Genehmigung für ein Planänderungsverfahren mit Öffentlichkeitsbeteiligung entschieden. Sie lege Wert auf eine juristisch umfassende und saubere Prüfung. Die Planabweichungen seien „wesentlich“. Nur durch die Beteiligung der Öffentlichkeit könne „ein korrektes Planfeststellungsverfahren garantiert werden“. Bei der CO-Leitung seien an 90 bis 100 Stellen Trassenabweichungen von mehr als einem Meter festgestellt worden. Die Sicherheitsmatten, die die Leitung vor Beschädigungen schützen sollen, seien nicht überall breit genug. Abweichungen gebe es auch bei der verwendeten Stahlsorte und beim Material der Mantelrohre. Das Planänderungsverfahren sollte im Frühjahr 2011 eingeleitet werden.
Am 25. Mai 2011 entschied das Verwaltungsgericht Düsseldorf, dass die Genehmigung der Kohlenstoffmonoxid-Pipeline zwischen Dormagen und Krefeld rechtswidrig ist, weil die Erdbebensicherheit des Projekts nicht ausreichend geprüft wurde. 2010 und 2011 gab es Nachbesserungsarbeiten.
Seit Februar 2014 wurde vor dem Oberverwaltungsgericht Münster über die Inbetriebnahme der CO-Pipeline verhandelt. Das Gericht hatte in mehreren Punkten Zweifel an der Verfassungsmäßigkeit des Genehmigungsverfahrens: Im 2006 vom Land verabschiedeten Rohrleitungsgesetz sei der Enteignungszweck zu unbestimmt, die Verwaltung habe nicht nur die Zwecke von Enteignungen zu prüfen, sondern auch die Erfolgsaussichten, die Zwecke zu erreichen, und schließlich sei die Gesamtabwägung nicht Sache der Verwaltung, sondern des Gesetzgebers. Am 28. August 2014 wandte sich das OVG mit einer entsprechenden Richtervorlage an das Bundesverfassungsgericht, das diese zurückwies. In der am 13. Januar 2017 veröffentlichten Begründung widersprach das BVerfG der Auffassung  des OVG in allen Punkten, sodass das OVG doch selbst zu einer Entscheidung kommen musste. Am 10. August 2018 beschloss die Bezirksregierung Düsseldorf eine weitere Planänderung, die unmittelbar auch Gegenstand des vor dem OVG anhängigen Verfahren wurde, aber auch weitere Klagen von Grundstückseigentümern ermöglichte, denn die Planänderung sah unter anderem vor, dass breitere Sicherheitsmatten verlegt werden müssten.
Das OVG Münster wies am 31. August 2020 die Privatklagen gegen den (ergänzten) Planfeststellungsbeschluss in allen Punkten zurück und ließ keine Revision zu. Beschwerden von Privatklägern mit Unterstützung des Kreises Mettmann gegen die Nichtzulassung der Revision wies das Bundesverwaltungsgericht im Januar 2022 zurück. Nun werden zwischenzeitlich ruhende Verfahren vor unteren Instanzen wieder aufgenommen: Ende Februar wies das Landgericht Düsseldorf die Klagen zweier Privatkläger aus Ratingen und Hilden ab.